# وسام جورج الأول ملك اليونان

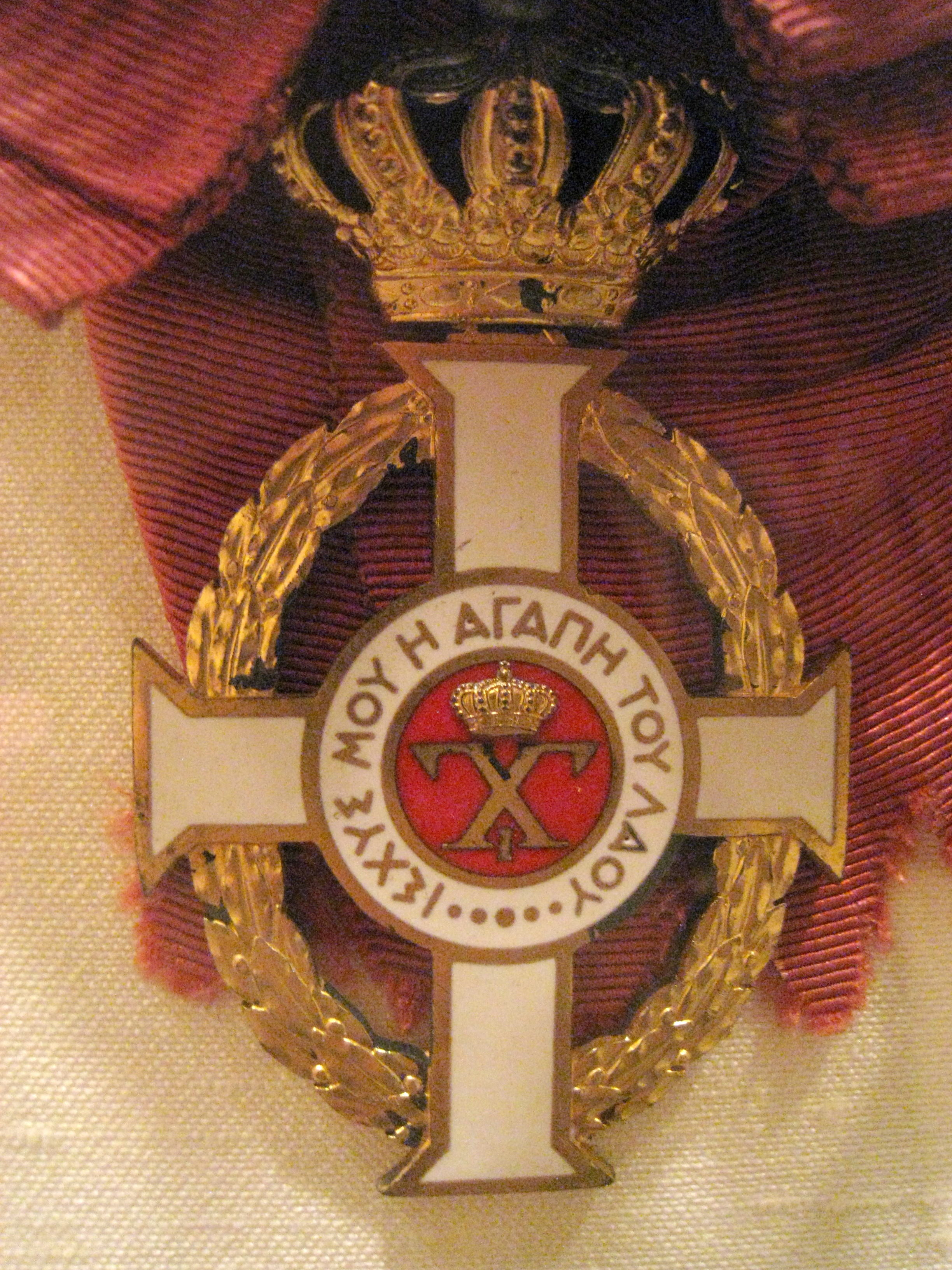
شارة قائد الأمر

النظام الملكي لجورج الأول ((باليونانية: Βασιλικόν Τάγμα Γεωργίου Α')‏) هو وسام يوناني وضعه الملك قسطنطين الأول عام 1915. منذ إلغاء النظام الملكي في عام 1973، تم اعتباره أمرًا سلالة من العائلة المالكة اليونانية السابقة.

## تاريخ
تم تأسيس النظام عام 1915 على يد الملك قسطنطين الأول تكريما لوالده جورج الأول. كان هذا هو الترتيب اليوناني الثاني فقط الذي يتم إنشاؤه بعد وسام الفادي في عام 1833، وظل ثاني أعلى جائزة للدولة اليونانية طوال مدة وجودها. كان النظام مرتبطًا ارتباطًا وثيقًا بالنظام الملكي اليوناني، وبالتالي تم إلغاؤه مع إنشاء الجمهورية اليونانية الثانية في عام 1924، ليحل محله وسام العنقاء.
تمت استعادة النظام مع النظام الملكي في عام 1935، واستمر منحه حتى الإلغاء النهائي للنظام الملكي في عام 1973. حلت محله الجمهورية اليونانية الثالثة عام 1975 وسام الشرف.

## درجات
يتكون النظام من خمس فئات:
- جراند كروس - يرتدي شارة الأمر على وشاح على الكتف الأيمن ونجمة الأمر على الصدر الأيسر؛
- القائد الأكبر - يرتدي شارة الأمر على العنق ونجمة الأمر على الصدر الأيسر؛
- القائد - يرتدي شارة الأمر على رقبة؛
- صليب ذهبي - يرتدي الشارة الموجودة على الشريط الموجود على الصدر الأيسر؛
- الصليب الفضي - يرتدي الشارة الموجودة على الشريط الموجود على الصندوق الأيسر.

تم تصور طبقة سادسة عليا تتكون من طوق من النظام في الأصل، لكنها لم تتحقق أبدًا.
نظرًا لأن الأمر كان مقصورًا على الضباط وكبار مسؤولي الدولة، تم وضع ميدالية تذكارية إضافية لأمر جورج الأول (Αναμνηστικόν μετάλλιον του Τάγματος Γεωργίου Α ') في عام 1915 لضباط الصف والجنود العاديين والمسؤولين الصغار والمواطنين العاديين. كانت تحتوي في البداية على فئتين، فضية وبرونزية، مع إضافة ذهبية ثالثة بعد عام 1935.
| أشرطة الشريط | أشرطة الشريط  | أشرطة الشريط | أشرطة الشريط      | أشرطة الشريط        |
| ------------ | ------------- | ------------ | ----------------- | ------------------- |
| جراند كروس   | القائد الاكبر | قائد         | صليب ذهبي أو ضابط | الصليب الفضي أو عضو |

## شارة
شارة النظام هي نقش صليب لاتيني مطلي بالمينا البيضاء، من الفضة لفئة الصليب الفضي، من الذهب للطبقات العليا، مع إكليل من الغار بين ذراعي الصليب.
كان القرص المركزي المطلي بالمينا باللون الأحمر، ويحمل الرمز الملكي لجورج الأول، واثنان من غاما متقاطعة مع تاج أعلاه وعلامة "I" أدناه، وتحيط به حلقة من المينا البيضاء تحمل الشعار الملكي ΙΣΧΥΣ ΜΟΥ Η ΑΓΑΠΗ ΤΟΥ ΛΑΟΥ («The حب شعبي هو قوتي»).
يحمل القرص المركزي العكسي سنوات حكم جورج الأول، 1863-1913. الشارة تعلوها تاج. كما تجاوزت الفرقة العسكرية السيوف خلف الشارة. شارة الميدالية التذكارية متطابقة في التصميم، باستثناء أن الصليب غير مطلي بالمينا. 
نجمة الترتيب هي نجمة فضية ذات أشعة مستقيمة، مع ثماني نقاط لـ Grand Cross وأربع نقاط لـ Grand Commander ، مع وضع وجه الشارة عليها. 
شريط النظام أحمر قرمزي عادي. 

## روابط خارجية
- اليونان: وسام الملك جورج الأول ، في ميداليات العالم
- جورج جيه بيلديكوس، «الطلبات والأوسمة والميداليات اليونانية»، حانة. متحف الحرب الهيلينية، أثينا 1991،(ردمك 960-85054-0-2) .

قالب:Honors and decorations of Greece
| الخط الزمني للأوسمة اليونانية | الخط الزمني للأوسمة اليونانية | الخط الزمني للأوسمة اليونانية | الخط الزمني للأوسمة اليونانية | الخط الزمني للأوسمة اليونانية | الخط الزمني للأوسمة اليونانية | الخط الزمني للأوسمة اليونانية | الخط الزمني للأوسمة اليونانية | الخط الزمني للأوسمة اليونانية | الخط الزمني للأوسمة اليونانية | الخط الزمني للأوسمة اليونانية | الخط الزمني للأوسمة اليونانية | الخط الزمني للأوسمة اليونانية | الخط الزمني للأوسمة اليونانية | الخط الزمني للأوسمة اليونانية | الخط الزمني للأوسمة اليونانية | الخط الزمني للأوسمة اليونانية | الخط الزمني للأوسمة اليونانية | الخط الزمني للأوسمة اليونانية | الخط الزمني للأوسمة اليونانية | الخط الزمني للأوسمة اليونانية | الخط الزمني للأوسمة اليونانية | الخط الزمني للأوسمة اليونانية | الخط الزمني للأوسمة اليونانية | الخط الزمني للأوسمة اليونانية | الخط الزمني للأوسمة اليونانية | الخط الزمني للأوسمة اليونانية | الخط الزمني للأوسمة اليونانية | الخط الزمني للأوسمة اليونانية | الخط الزمني للأوسمة اليونانية | الخط الزمني للأوسمة اليونانية | الخط الزمني للأوسمة اليونانية | الخط الزمني للأوسمة اليونانية | الخط الزمني للأوسمة اليونانية | الخط الزمني للأوسمة اليونانية | الخط الزمني للأوسمة اليونانية | الخط الزمني للأوسمة اليونانية | الخط الزمني للأوسمة اليونانية | الخط الزمني للأوسمة اليونانية | الخط الزمني للأوسمة اليونانية | الخط الزمني للأوسمة اليونانية | الخط الزمني للأوسمة اليونانية | الخط الزمني للأوسمة اليونانية | الخط الزمني للأوسمة اليونانية | الخط الزمني للأوسمة اليونانية | الخط الزمني للأوسمة اليونانية | الخط الزمني للأوسمة اليونانية | الخط الزمني للأوسمة اليونانية | الخط الزمني للأوسمة اليونانية | الخط الزمني للأوسمة اليونانية | الخط الزمني للأوسمة اليونانية | الخط الزمني للأوسمة اليونانية | الخط الزمني للأوسمة اليونانية | الخط الزمني للأوسمة اليونانية | الخط الزمني للأوسمة اليونانية | الخط الزمني للأوسمة اليونانية | الخط الزمني للأوسمة اليونانية | الخط الزمني للأوسمة اليونانية | الخط الزمني للأوسمة اليونانية | الخط الزمني للأوسمة اليونانية | الخط الزمني للأوسمة اليونانية | الخط الزمني للأوسمة اليونانية | الخط الزمني للأوسمة اليونانية | الخط الزمني للأوسمة اليونانية | الخط الزمني للأوسمة اليونانية | الخط الزمني للأوسمة اليونانية | الخط الزمني للأوسمة اليونانية | الخط الزمني للأوسمة اليونانية | الخط الزمني للأوسمة اليونانية | الخط الزمني للأوسمة اليونانية | الخط الزمني للأوسمة اليونانية |
| الأوسمة حسب الأسبقية          | 1832- 1909                    | العقد 1910                    | العقد 1910                    | العقد 1910                    | العقد 1910                    | العقد 1910                    | العقد 1910                    | العقد 1910                    | العقد 1910                    | العقد 1910                    | العقد 1910                    | العقد 1920                    | العقد 1920                    | العقد 1920                    | العقد 1920                    | العقد 1920                    | العقد 1920                    | العقد 1920                    | العقد 1920                    | العقد 1920                    | العقد 1920                    | العقد 1930                    | العقد 1930                    | العقد 1930                    | العقد 1930                    | العقد 1930                    | العقد 1930                    | العقد 1930                    | العقد 1930                    | العقد 1930                    | العقد 1930                    | العقد 1940                    | العقد 1940                    | العقد 1940                    | العقد 1940                    | العقد 1940                    | العقد 1940                    | العقد 1940                    | العقد 1940                    | العقد 1940                    | العقد 1940                    | العقد 1950                    | العقد 1950                    | العقد 1950                    | العقد 1950                    | العقد 1950                    | العقد 1950                    | العقد 1950                    | العقد 1950                    | العقد 1950                    | العقد 1950                    | العقد 1960                    | العقد 1960                    | العقد 1960                    | العقد 1960                    | العقد 1960                    | العقد 1960                    | العقد 1960                    | العقد 1960                    | العقد 1960                    | العقد 1960                    | 1970- الآن                    | 1970- الآن                    | 1970- الآن                    | 1970- الآن                    | 1970- الآن                    | 1970- الآن                    | 1970- الآن                    | 1970- الآن                    | 1970- الآن                    |
| ----------------------------- | ----------------------------- | ----------------------------- | ----------------------------- | ----------------------------- | ----------------------------- | ----------------------------- | ----------------------------- | ----------------------------- | ----------------------------- | ----------------------------- | ----------------------------- | ----------------------------- | ----------------------------- | ----------------------------- | ----------------------------- | ----------------------------- | ----------------------------- | ----------------------------- | ----------------------------- | ----------------------------- | ----------------------------- | ----------------------------- | ----------------------------- | ----------------------------- | ----------------------------- | ----------------------------- | ----------------------------- | ----------------------------- | ----------------------------- | ----------------------------- | ----------------------------- | ----------------------------- | ----------------------------- | ----------------------------- | ----------------------------- | ----------------------------- | ----------------------------- | ----------------------------- | ----------------------------- | ----------------------------- | ----------------------------- | ----------------------------- | ----------------------------- | ----------------------------- | ----------------------------- | ----------------------------- | ----------------------------- | ----------------------------- | ----------------------------- | ----------------------------- | ----------------------------- | ----------------------------- | ----------------------------- | ----------------------------- | ----------------------------- | ----------------------------- | ----------------------------- | ----------------------------- | ----------------------------- | ----------------------------- | ----------------------------- | ----------------------------- | ----------------------------- | ----------------------------- | ----------------------------- | ----------------------------- | ----------------------------- | ----------------------------- | ----------------------------- | ----------------------------- |
| O. of the Redeemer            | .                             | .                             | .                             | .                             | .                             | .                             | .                             | .                             | .                             | .                             | .                             | .                             | .                             | .                             | .                             | .                             | .                             | .                             | .                             | .                             | .                             | .                             | .                             | .                             | .                             | .                             | .                             | .                             | .                             | .                             | .                             | .                             | .                             | .                             | .                             | .                             | .                             | .                             | .                             | .                             | .                             | .                             | .                             | .                             | .                             | .                             | .                             | .                             | .                             | .                             | .                             | .                             | .                             | .                             | .                             | .                             | .                             | .                             | .                             | .                             | .                             | .                             | .                             | .                             | .                             | .                             | جمهورية                       | جمهورية                       | جمهورية                       | جمهورية                       |
| Order of Honour               |                               |                               |                               |                               |                               |                               |                               |                               |                               |                               |                               |                               |                               |                               |                               |                               |                               |                               |                               |                               |                               |                               |                               |                               |                               |                               |                               |                               |                               |                               |                               |                               |                               |                               |                               |                               |                               |                               |                               |                               |                               |                               |                               |                               |                               |                               |                               |                               |                               |                               |                               |                               |                               |                               |                               |                               |                               |                               |                               |                               |                               |                               |                               |                               |                               |                               | جمهورية                       | جمهورية                       | جمهورية                       | جمهورية                       |
| O. of St George & Constantine |                               |                               |                               |                               |                               |                               |                               |                               |                               |                               |                               |                               |                               |                               |                               |                               |                               |                               |                               |                               |                               |                               |                               |                               |                               |                               |                               | .                             | .                             | .                             | .                             | .                             |                               |                               |                               | .                             | .                             | .                             | .                             | .                             | .                             | .                             | .                             | .                             | .                             | .                             | .                             | .                             | .                             | .                             | .                             | .                             | .                             | .                             | .                             | .                             | .                             | .                             | .                             | .                             | .                             | .                             | .                             | .                             | .                             | .                             | ملكية                         | ملكية                         | ملكية                         | ملكية                         |
| وسام القديسين أولغا وصوفيا    |                               |                               |                               |                               |                               |                               |                               |                               |                               |                               |                               |                               |                               |                               |                               |                               |                               |                               |                               |                               |                               |                               |                               |                               |                               |                               |                               | .                             | .                             | .                             | .                             | .                             |                               |                               |                               | .                             | .                             | .                             | .                             | .                             | .                             | .                             | .                             | .                             | .                             | .                             | .                             | .                             | .                             | .                             | .                             | .                             | .                             | .                             | .                             | .                             | .                             | .                             | .                             | .                             | .                             | .                             | .                             | .                             | .                             | .                             | ملكية                         | ملكية                         | ملكية                         | ملكية                         |
| وسام جورج الأول               |                               |                               |                               |                               |                               |                               | .                             | .                             | .                             | .                             | .                             | .                             | .                             | .                             | .                             |                               |                               |                               |                               |                               |                               |                               |                               |                               |                               |                               | .                             | .                             | .                             | .                             | .                             | .                             |                               |                               |                               | .                             | .                             | .                             | .                             | .                             | .                             | .                             | .                             | .                             | .                             | .                             | .                             | .                             | .                             | .                             | .                             | .                             | .                             | .                             | .                             | .                             | .                             | .                             | .                             | .                             | .                             | .                             | .                             | .                             | .                             | .                             | ملكية                         | ملكية                         | ملكية                         | ملكية                         |
| وسام فوينيكس                  |                               |                               |                               |                               |                               |                               |                               |                               |                               |                               |                               |                               |                               |                               |                               |                               |                               | .                             | .                             | .                             | .                             | .                             | .                             | .                             | .                             | .                             | .                             | .                             | .                             | .                             | .                             | .                             | .                             | .                             | .                             | .                             | .                             | .                             | .                             | .                             | .                             | .                             | .                             | .                             | .                             | .                             | .                             | .                             | .                             | .                             | .                             | .                             | .                             | .                             | .                             | .                             | .                             | .                             | .                             | .                             | .                             | .                             | .                             | .                             | .                             | .                             | جمهورية                       | جمهورية                       | جمهورية                       | جمهورية                       |
| وسام الإحسان                  |                               |                               |                               |                               |                               |                               |                               |                               |                               |                               |                               |                               |                               |                               |                               |                               |                               |                               |                               |                               |                               |                               |                               |                               |                               |                               |                               |                               |                               |                               |                               |                               |                               |                               |                               |                               |                               |                               |                               | .                             | .                             | .                             | .                             | .                             | .                             | .                             | .                             | .                             | .                             | .                             | .                             | .                             | .                             | .                             | .                             | .                             | .                             | .                             | .                             | .                             | .                             | .                             | .                             | .                             | .                             | .                             | جمهورية                       | جمهورية                       | جمهورية                       | جمهورية                       |
| سنوات                         |                               |                               |                               |                               |                               |                               |                               |                               |                               |                               |                               |                               |                               |                               |                               |                               |                               |                               |                               |                               |                               |                               |                               |                               |                               |                               |                               |                               |                               |                               |                               |                               |                               |                               |                               |                               |                               |                               |                               |                               |                               |                               |                               |                               |                               |                               |                               |                               |                               |                               |                               |                               |                               |                               |                               |                               |                               |                               |                               |                               |                               |                               |                               |                               |                               |                               |                               |                               |                               |                               |
| النظام                        | ملكية                         | ملكية                         | ملكية                         | ملكية                         | ملكية                         | ملكية                         | ملكية                         | ملكية                         | ملكية                         | ملكية                         | ملكية                         | ملكية                         | ملكية                         | ملكية                         | ملكية                         | جمهورية                       | جمهورية                       | جمهورية                       | جمهورية                       | جمهورية                       | جمهورية                       | جمهورية                       | جمهورية                       | جمهورية                       | جمهورية                       | جمهورية                       | ملكية                         | ملكية                         | ملكية                         | ملكية                         | ملكية                         | ملكية                         | جمهورية                       | جمهورية                       | جمهورية                       | ملكية                         | ملكية                         | ملكية                         | ملكية                         | ملكية                         | ملكية                         | ملكية                         | ملكية                         | ملكية                         | ملكية                         | ملكية                         | ملكية                         | ملكية                         | ملكية                         | ملكية                         | ملكية                         | ملكية                         | ملكية                         | ملكية                         | ملكية                         | ملكية                         | ملكية                         | ملكية                         | ملكية                         | ملكية                         | ملكية                         | ملكية                         | ملكية                         | ملكية                         | جمهورية                       | جمهورية                       | جمهورية                       | جمهورية                       | جمهورية                       | جمهورية                       |
|                               | 1832- 1909                    | العقد 1910                    | العقد 1910                    | العقد 1910                    | العقد 1910                    | العقد 1910                    | العقد 1910                    | العقد 1910                    | العقد 1910                    | العقد 1910                    | العقد 1910                    | العقد 1920                    | العقد 1920                    | العقد 1920                    | العقد 1920                    | العقد 1920                    | العقد 1920                    | العقد 1920                    | العقد 1920                    | العقد 1920                    | العقد 1920                    | العقد 1930                    | العقد 1930                    | العقد 1930                    | العقد 1930                    | العقد 1930                    | العقد 1930                    | العقد 1930                    | العقد 1930                    | العقد 1930                    | العقد 1930                    | العقد 1940                    | العقد 1940                    | العقد 1940                    | العقد 1940                    | العقد 1940                    | العقد 1940                    | العقد 1940                    | العقد 1940                    | العقد 1940                    | العقد 1940                    | العقد 1950                    | العقد 1950                    | العقد 1950                    | العقد 1950                    | العقد 1950                    | العقد 1950                    | العقد 1950                    | العقد 1950                    | العقد 1950                    | العقد 1950                    | العقد 1960                    | العقد 1960                    | العقد 1960                    | العقد 1960                    | العقد 1960                    | العقد 1960                    | العقد 1960                    | العقد 1960                    | العقد 1960                    | العقد 1960                    | 1970- الآن                    | 1970- الآن                    | 1970- الآن                    | 1970- الآن                    | 1970- الآن                    | 1970- الآن                    | 1970- الآن                    | 1970- الآن                    | 1970- الآن                    |